# نیک جامسون
نیک جامسون (به انگلیسی: Nick Jameson) (زاده ۵ دسامبر ۱۹۶۴) بازیگر، خواننده، ترانه‌سرا، موسیقی‌دان آمریکایی است.
از فیلم‌های معروف او می‌توان به بازی در فیلم ببین حالا کی حرف می‌زنه اشاره کرد.